# Early hardcore
Ne doit pas être confondu avec Breakbeat hardcore.
Pour les articles homonymes, voir Gabber et Gabba.
Genres dérivés
Breakcore, frenchcore, happy hardcore,, happy gabber, happy hardcore, jumpstyle
Le early hardcore est un genre de musique électronique lancé au début des années 1990 dans le mouvement techno hardcore, et l'un des deux styles musicaux distincts du gabber.
Ce n'est qu'au début du millénaire que les fans apercevront un brusque arrêt du early hardcore qui, lui, se divise par la suite en plusieurs sous-genres musicaux. Les événements diminuent et changent considérablement la scène du hardcore. Certains nostalgiques de ce style musical restent dans ce domaine et plusieurs compositeurs et labels tentent de garder la même fraicheur de l'époque où le early hardcore affluait en masse. Depuis 2007, aux Pays-Bas, le early hardcore reste très apprécié des danseurs et certains événements comme le Ghost Town, à Vechtsebanen, mixent et diffusent encore ce genre.

## Terminologie
Le terme de « gabber » est initialement utilisé au début des années 1990 par le producteur néerlandais Paul Elstak pour décrire cette scène, à cette époque émergente, dans sa globalité. Le terme est dérivé du mot yiddish chaver qui signifie « ami » ou « frère ». Cependant, le jargon amstellodamois du genre, « gabberhouse », s'inspire de DJ « Hardy » Ardy Beesemer,. À la suite du déclin significatif du genre à la fin des années 1990, un nouveau style distinct, le mainstream hardcore, nu-style, ou nu-style gabba, émerge en 2002. Par rétronymie, le style des années 1990 est nommé hardcore house, gabberhouse, early hardcore, early rave, oldschool rave ou oldschool gabber.
Le titre Intelligent Hardcore de Dark Raver et DJ Vince étant à l'origine du « new style ». La période qui a suivi, de 1997 à 2002, est une période transitoire entre ancien et nouveau style. En effet, le tempo a ralenti, l'ambiance générale devient plus sombre, les kicks deviennent de plus en plus durs et bruitistes, les samples utilisés pour les mélodies sont petit a petit remplacés par d'autres sonorités. Durant cette période, les mélodies sont parfois très simplistes.
Après 1997, le « oldstyle gabber » a continué d'exister mais de manière régressive, il a cependant pu survivre dans les années 2000 via le label 5th Gear ou encore en Russie, via les compilations Hardcore Madness. Au Japon, le oldstyle à mieux survécu et continue d'être produit.

## Histoire

### Origines

Le symbole Hardcore représente le courant early hardcore.

Les origines culturelles sont retracées au début des années 1990 aux Pays-Bas ; les prémices du genre sont retracées tout à la fin des années 1980 en Belgique, au sein de la scène new beat avec comme titres Doughnut Dollies de HNO3 et I Sit on Acid de Lords of Acid (1988)[réf. nécessaire], et aux États-Unis, en 1991 à la création du label discographique Industrial Strength Records, le tout premier au monde à sortir des morceaux officiellement catégorisés techno hardcore, par le producteur et disc jockey américain Lenny Dee, bien que le label allemand Planet Core Productions ait sorti le tout premier morceau du genre. Lenny Dee est par la suite considéré par les fans et les médias comme le créateur des genres hardcore, gabber et speedcore. Le terme de « gabber » est initialement utilisé par le producteur néerlandais Paul Elstak pour décrire cette scène, à cette époque émergente, dans sa globalité. Le terme est dérivé du mot yiddish chaver qui signifie « ami », « pote » ou « frère ». Cependant, le jargon amstellodamois du genre, « gabberhouse », également d'usage, s'inspire du DJ Ardy « Hardy » Beesemer,. La chanson We Have Arrived de Mescalinum United est considérée par la presse spécialisée comme la toute première chanson gabber connue,, et le disquaire Mid-Town dans le Nieuwe Binnenweg de Rotterdam occupe une place significative dans la popularisation locale du genre.
L'origine est à chercher en Belgique, au sein de la scène new beat. En cette période, la scène rotterdamoise est à la recherche d'un style propre, s'opposant à la scène amstellodamoise. Les médias s'intéressant à la scène house néerlandaise se focalisent à l'époque uniquement sur Amsterdam, ville dans laquelle l'acid house est très populaire. Au Parkzicht, boîte de nuit rotterdamoise ouverte en 1989, DJ Rob mixe régulièrement des compositions house, New beat, acid ou techno en provenance de Belgique, d'Italie, des États-Unis ou du Royaume-Uni,, qu'il accélère et dont il intensifie la ligne de basses. Le Parkzicht accueille alors des jeunes de toute la région, sans videur à la porte, ainsi qu'une jeune génération de DJs, dont Paul Elstak, The Dark Raver, d'abord comme strip-teaseur, ou DJ Gizmo. Petit à petit, la césure se fait, et la house et hardcore house se distinguent clairement à cette époque. Vers 1991 ou 1992 se crée une inflexion franche du style hardcore house dont l'identité se structure. Finalement, le style se développe en réaction à la commercialisation de la house et est principalement influencé par le early hardcore originaire de New York et Francfort.

### Popularisation et déclin
Les premiers groupes musicaux, ou compositeurs, revendiquant ce style particulier « hardcore house » se structurent, et profitent de cette marque de fabrique pour véhiculer un message identitaire, via le tout nouveau label Rotterdam Records. En particulier, le groupe Euromasters, emmené par DJ Paul, fait paraître en 1991 le single Amsterdam, waar lech dat dan? / Rotterdam, éch wel (français : Amsterdam, putain c'est où ça ? / Rotterdam, c'est cool), affirmant par là la supériorité de la scène culturelle rotterdamoise par opposition à la scène amstellodamoise. En réaction à cette sortie, DJ KC The Funkaholic dénigre, lors d'une interview, cette musique et ses amateurs, déclarant que « c'est avant tout le barouf d'une catégorie d'une couche sociale, des groupes de jeunes qui, entre potes, veulent aller s'éclater un max entre eux pendant le weekend,. » Les Euromasters réagissent à cette déclaration en composant le titre Gabber zijn is geen schande! en français : « Y'a pas de mal à être gabber ! » Le mot gagne par la suite en popularité au sein de la scène hard house de Rotterdam et les fans se surnomment dès lors « les gabbers », ceci expliquant l'origine amstellodamoise du qualificatif d'une musique à l'origine rotterdamoise.
Le gabber devient un phénomène de société et développe sa propre culture. En 1995, le style gabber assoit son ampleur grâce aux milliers de fans qui affluent régulièrement aux divers événements (Thunderdome, mais également Earthquake, A Nightmare In Rotterdam, Hellraiser) qui revendiquent le style hardcore. Une presse spécifique s'organise, avec des magazines néerlandais tels Strobe ou Thunder Magazine. Lors d'un documentaire diffusé en 1995, Rob Janssen explique que « le gabber ne consiste pas à se faire remarquer. » En 1997, 24 % des jeunes néerlandais de 14 à 19 ans privilégient l'écoute du gabber. À la fin des années 1990, l'ambiance qui entoure le genre musical gabber se dégrade, des influences néofascistes se faisant sentir un peu partout en Europe, en Allemagne, aux Pays-Bas, en Italie, en Suisse et dans le Midwest américain. Cependant, la majorité des amateurs du genre ne participent pas de ce mouvement, et les producteurs et artistes décident de combattre des relents racistes. Le style périclite bientôt ; moribond à la fin des années 1990, laissant une place plus importante au hardstyle, jusqu'à la nouvelle émergence du gabber sous un nouveau style distinct dès l'année 2002.

### Revirement notable
Vingt ans après le lancement du gabber, un collectif parisien du nom de Casual Gabberz abonne de nouveau les clubs locaux au genre. Les membres du collectif, Paul Orzoni et Maxime Guenegou, organisent une exposition concernant la culture gabber en mai 2014 au Point Éphémère.

## Caractéristiques
La totalité des artistes et compositeurs utilisent un ou plusieurs logiciels audio-numériques spécialisés dans la création musicale par ordinateur. Les thèmes du early hardcore se focalisent habituellement sur ceux de la violence, l'hédonisme, la drogue, et autres thèmes sombres. Peter Shapiro considère le genre comme « le schisme entre jungle et hardcore, qui peut être caractérisé à l'aide la distinction entre caisse claire et breakbeat. » Dans le early hardcore, la basse et la grosse caisse (kick) sont réglées au même niveau sonore et fusionnent dans un mouvement appelé « marteau-piqueur ».
Certains instruments tels que l'orgue, à tuyaux ou électronique (comme dans les musiques « raveworld » du groupe Rotterdam Terror Corps ou « Do The Fuck » du groupe The Stunned Guys) et l'accordéon (« Braincracking » du groupe Neophyte) et le Roland Alpha Juno sont également utilisés. Un des composants les plus caractéristiques du early hardcore est un stab apparu pour la première fois dans le morceau Anasthasia de T99. Cette sonorité est généralement obtenue à partir du sample de "statu variabilis" dans O Fortuna de Carmina Burana. Le sample contient ou non la présence de la cymbale, selon le rendu désiré. Ce composant est présent dans de nombreux morceaux de early hardcore, dont Hardcore To Da Bone de Masters of Ceremony.
Au niveau des percussions, les cymbales suivent généralement le kick. Souvent, celui-ci est accompagné par les charleys (de la même manière que pour d'autres types de musiques électroniques), la caisse claire (ride, snaredrum) sont majoritairement utilisés pour donner une percussion plus forte et/ou un rythme varié. pour les morceaux les plus détaillés. Les hi-hats et open hats sont occasionnellement utilisés entre ou pendant les lignes durant le tempo. Les claps peuvent être utilisés pour créer un style un peu plus classique, et les crashes pour faire la transition entre les différentes parties d'un morceau.

## Mouvement
Le mouvement gabber était un sujet négativement critiqué, controversé et stéréotypé par les médias. Ce mouvement prenait initialement une grande ampleur aux Pays-Bas et en Belgique ainsi que dans leurs régions frontalières. Toutefois, le style musical s'est essoufflé des années après sa commercialisation (aux environs de 1998), mais il a eu un impact considérable sur la société néerlandaise et retrouve, depuis 2002, un nouveau souffle grâce à la popularité du hardstyle. Le gouvernement néerlandais estimait au début des années 1990 que le mouvement hardcore était dangereux pour la jeunesse ; selon eux, les gabbers incitaient à la consommation de drogues, au racisme/sexisme, à l'homophobie et à la violence. Une répression et une censure assez sévère s'ensuivent contre les gabbers, dont certains tendent alors à se politiser. C'est, en effet, cette minorité qui va donner une image très négative au mouvement hardcore, accusé de racisme, notamment avec le style vestimentaire et l'apparence proche de celui des « boneheads » (crâne rasé, vêtements de marques spécifiques.) qui se développe vers le milieu des années 1990, notamment auprès des plus jeunes.
Alors que le style vestimentaire typique des gabbers plus âgés (jeunes adultes) intègre les vêtements de sport de la marque Australian, Cavello et Nike Air Max, d'autres se caractérisent par un air de « bonehead », parfois même nationaliste. En 1997, une étude, concernant 1 147 adolescents néerlandais sélectionnés dans huit écoles et quatre villes, montre que 54 % des garçons et 46 % des filles sont impliqués dans le gabber, avec une moyenne d'âge de 15,7 ans.

## Groupes et artistes
Depuis les années 1990, certains des artistes énoncés ci-dessous sont des références actuelles en matière de musique gabber et hardcore. Ils ont d'abord débuté avec le mouvement early hardcore avant de rejoindre (ou de quitter) le mouvement gabber. Certains d'entre eux changent de noms de scène et d'autres préfèrent choisir une voie autre que la composition musicale.
Les groupes et artistes de early hardcore comprennent : 3 Steps Ahead (décédé), Attic and Stylzz, Bass-D and King Matthew, Buzz Fuzz, Catscan, Chosen Few, Darrien Kelly, Digital Boy, Danger Hardcore Team, Delta 9, DJ Dano, Dione, DJ Gizmo, DJ Isaac, DJ Nosferatu, DJ Panic, DJ Ruffneck, DJ Promo, DJ Rob, DJ Sharpnel (J-core), DJ Vince, Guillaume Leroux (Dr. Macabre/Lunatic Asylum), E-De Cologne, E-Rick and Tactic, Euromasters, G-Town Madness, Hammer Bros, Hellfish, Lenny Dee, Marc Acardipane, MC Rage, Nasenbluten, Neophyte (alias Bodylotion), Nordcore G.M.B.H., Omar Santana, Paul Elstak, Rob Gee, Scott Brown (bouncy techno), Smily Slayers  (alias Burning Lazy Persons, Kamikaze Suicide), Darkraver, The Headbanger (DJ Waxweazle), (Dov J. Elkabas (The Masochist/The Prophet), The Destroyer, The Speed Freak, The Stunned Guys, Tieum, et Vinylgroover.

## Événements
Après la création du style musical actuellement connu sous le terme de « early hardcore », de nombreux labels ont été indépendamment et progressivement créé. Ces labels se popularisent et organisent leurs propres événements à travers les Pays-Bas, l'Europe, l'Amérique et même le monde entier. Ces labels incluent notamment Masters of Hardcore, Megarave, ainsi que des groupes comme Rotterdam Terror Corps (RTC). La plupart de ces événements se popularisent massivement tandis que d'autres ne sont plus d'actualité. L'événement Thunderdome, par exemple, doit sa popularité aux compilations homonymes commercialisés depuis 1992 par le label ID&T. Ces événements notables incluent : Masters of Hardcore, Megarave, Rotterdam Terror Corps et Thunderdome.